# Jannis Nikolaou
Jannis Nikolaou (Bonn, 31 luglio 1993) è un calciatore tedesco, centrocampista o difensore dell'Eintracht Braunschweig.